# 漯水縣
漯水縣（馬都拉語：Songènèb）為印度尼西亞東爪哇省的一個縣份，由馬都拉島東端與附近島嶼所組成。面積2.093.45平方公里。縣治位於漯水市。

## 外部連結
- 漯水縣官網 （页面存档备份，存于）